# San Ignacio, Zacatecas
San Ignacio är en ort i Mexiko.   Den ligger i kommunen Guadalupe och delstaten Zacatecas, i den centrala delen av landet, 500 km nordväst om huvudstaden Mexico City. San Ignacio ligger 2 056 meter över havet och antalet invånare är 471.
Terrängen runt San Ignacio är en högslätt. Runt San Ignacio är det glesbefolkat, med 15 invånare per kvadratkilometer. Närmaste större samhälle är Tacoaleche, 12,0 km väster om San Ignacio. Omgivningarna runt San Ignacio är i huvudsak ett öppet busklandskap.